# Asylum, Rom
Asylum (latin, av grekiska: ἄσυλος, asylos, ”oantastad”, "fri från våld”), emellanåt kallat Inter duos lucos (latin: ”mellan två offerlundar”), var ett inhägnat område, en fristad, i dalsänkan mellan Capitoliums bägge toppar: det egentliga Capitolium och Arx. Enligt traditionen välkomnade Romulus personer från andra städer till Asylum; hans syfte var att öka invånarantalet i Rom.
Asylum betraktades som en fristad fram till brännandet av Capitolium i samband med maktkampen mellan Vitellius och Vespasianus år 69 e.Kr.

## Karta
| Plan över Capitolium under antiken |
| --- |
| Capitolium Arx Forum Romanum Fori Imperiali Velabrum Jupitertemplet Tabularium Juno Monetas tempel Marcellusteatern Forum Holitorium Bellonatemplet Jupiter Feretrius tempel Veiovistemplet Auguraculum Iseum Jupiter Custos tempel Concordiatemplet Jupiter Conservators tempel Altare Tensarum Jupiter Tonans tempel Clivus Capitolinus Centus Gradus Porta Pandana Janustemplet Juno Sospitas tempel Spestemplet Augustustemplet Asylum Inter duos lucos Vicus Iugarius Marsfältet Dei Consentes portik Vespasianus- templet Concordiatemplet Tullianum Clivus Argentarius Venus Erycinas tempel Bona Mens tempel Fidestemplet Opstemplet Scipio Africanus båge Saturnustemplet Basilica Iulia |